# Might and Magic VI : Le Mandat céleste
 (avril 2020).
Si vous disposez d'ouvrages ou d'articles de référence ou si vous connaissez des sites web de qualité traitant du thème abordé ici, merci de compléter l'article en donnant les références utiles à sa vérifiabilité et en les liant à la section « Notes et références ».
Might and Magic VI : Le Mandat céleste (titre original : The Mandate of Heaven) est un jeu vidéo de type dungeon crawler développé par New World Computing et édité par 3DO en 1998. Il est le sixième jeu de la série des Might and Magic.

## Scénario
Il se joue dans le monde d'Enroth, royaume du Roi Roland depuis les Guerres de Succession (voir Heroes of Might and Magic II) au cours desquelles il a triomphé de son frère Archibald. Les quatre personnages sont issus du Village d'Eau Claire, situé à l'extrême Nord Ouest du royaume, dans la « Vallée du Paradis ». Ce village est attaqué et détruit par une horde de démons. Les personnages sont secourus par Falagar, un sorcier qui leur enseigne les bases de la vie d'aventurier.
Leur quête commence trois ans plus tard. La vallée du paradis n'est plus qu'un désert hanté par les démons, et le roi Roland et son armée ont disparu lors d'une campagne punitive contre les démons, dans la région de Kriegspire. Un ordre religieux nouveau, l'ordre de Baa, se développe et alors que de nombreuses catastrophes s'abattent sur le pays, il répand une rumeur : les Ironfist auraient courroucé les Dieux, et auraient perdu le Mandat Céleste qui leur permettrait de régner. Nicolaï Ironfist, le fils de Roland, n'est qu'un jeune garçon, et le régent Wilbur Humphrey est un mou qui n'ose pas partir en guerre.
Les héros devront donc gagner la confiance des six seigneurs d'Enroth afin d'accéder au mystérieux Oracle, lequel leur révèlera la véritable nature de leurs ennemis, et la façon dont ils devront les vaincre.

## Système de jeu
Pour commencer le jeu, vous devez choisir quatre personnages que vous spécialiserez en Chevalier, Paladin, Archer, Sorcier, Clerc ou Druide. Chaque classe réagit différemment à la hausse des statistiques, et permet d'accéder à des compétences différentes : les armes et armures lourdes sont réservées aux seuls Chevaliers et Paladins, alors que chaque classe n'a accès qu'à un nombre limité de types de magie (magie élémentaire (sorcier, archer, druide), magie spirituelle (clerc, paladin, druide), chemins de l'ombre et de la lumière (clerc, sorcier)).
Vous choisissez également l'apparence (une dizaine de visages disponibles) et le nom de vos personnages.
Au début du jeu, deux compétences sont attribuées d'office (selon la classe) et vous pouvez choisir deux compétences supplémentaire (pour chaque personnage) parmi les six proposées. Puis vous disposez d'un crédit de points à attribuer entre les différentes caractéristiques des différents personnages, à attribuer à votre guise (ou presque : jusqu'à deux points en dessous de la valeur normale, et jusqu'à 25 au maximum).
Le jeu se passe entièrement à la première personne. Le HUD donne des informations sur les personnages, la carte, les quêtes, le menu et les points cardinaux.
Lorsque vous sélectionnez un personnage dans le HUD, vous voyez son inventaire et les équipements qu'il porte. Tous les personnages possèdent un inventaire, pour transporter tous les objets nécessaires pour les quêtes : parchemins, livres de sort, potions, objets de quêtes, armes et armures.
Le jeu est axé autour d'une progression non linéaire : le joueur dispose d'une marge de manœuvre importante et peut choisir d'effectuer les nombreuses quêtes annexes dans l'ordre de son choix. La quête principale se découpe en différentes phases (gagner la confiance des seigneurs, six missions, réveiller l'Oracle, quatre donjons, récupérer le cube de contrôle dans la tombe de Varn, détruire la Ruche), qui laissent une bonne marge de liberté.
Le monde est compartimenté en différentes cartes (quinze régions et de nombreux donjons).
Le jeu dispose, pour l'époque, d'un important bestiaire, ainsi que d'une durée de vie impressionnante (compter 200 à 300 heures pour une première partie). 
On y trouve de nombreux clins d'œil et références (dans la tombe de Varn, les mots de passe sont les noms des personnages de Star Trek renversés, exemple yttocs pour l'ingénieur). 